# Berwick (Nueva Escocia)
Berwick es un pueblo canadiense situado en la provincia de Nueva Escocia.

## Superficie
Berwick tiene una superficie de 6,53 km².

## Demografía
En 2021, tenía 2455 habitantes, una densidad poblacional de 375,8 hab./km², y 1080 viviendas.